# Mikołaj Taszycki
Mikołaj Taszycki z Lusławic herbu Strzemię (zm. przed 1 czerwca 1545) – polski prawnik i urzędnik czasów Zygmunta Starego, sędzia ziemski krakowski, podsędek ziemski krakowski i poborca w województwie krakowskim.
Taszycki był podsędkiem krakowskim od 1519, sędzią ziemskim krakowskim od 1532 (wybrany na ten urząd przez sejmik proszowicki 17 sierpnia). Poseł na sejm piotrkowski 1512 roku z województwa krakowskiego. Był posłem na sejm 1514, 1520 i sejm piotrkowski 1523 roku, sejm 1524/1525, sejm piotrkowski 1530/1531 roku, sejm krakowski 1531/1532 roku, poseł na sejm piotrkowski 1533 roku z ziemi krakowskiej, sejm piotrkowski 1536/1537 roku, sejm piotrkowski 1538 roku, sejm krakowski 1538/1539 roku, sejm 1540 roku z województwa krakowskiego. Członek komisji układającej w 1532 r. projekt prawa koronnego znany pod nazwą Correctura iurium lub Korektura Taszyckiego. W komisji zajął miejsce zmarłego Jana Pieniążka, poprzedniego sędziego ziemi krakowskiej. Projekt został odrzucony przez sejm piotrkowski pod koniec 1534 r.
Mikołaj Taszycki był jednym z przywódców szlacheckich w czasie tzw. wojny kokoszej w 1537. Zmarł zapewne przed 1 czerwca 1545 r., gdyż od tego dnia sąd obradował pod przewodem jego następcy Piotra Dębińskiego.